# (70720) Davidskillman
(70720) Davidskillman est un astéroïde de la ceinture principale.

## Description
(70720) Davidskillman est un astéroïde de la ceinture principale. Il fut découvert le 31 octobre 1999 à la station Catalina par le projet CSS. Il présente une orbite caractérisée par un demi-grand axe de 2,65 UA, une excentricité de 0,03 et une inclinaison de 22,8° par rapport à l'écliptique.

## Compléments